# Haut-volant de Stralsund
Le haut-volant de Stralsund (Stralsunder Hochflieger) est une race de pigeon domestique originaire de Poméranie et des environs de Stralsund en Allemagne, où il a été sélectionné au XVIIIe siècle.

## Histoire
Elle est notamment étudiée et répandue au courant du XIXe siècle par Heinrich Bodinus (1814-1884), directeur du zoo de Berlin. Cette race serait issue du cumulet. Elle est réputée pour son haut vol, ce qui en fait un oiseau prisé pour les compétitions et les expositions.
En 1906, des éleveurs de Poméranie allemande (Stralsund, Greifswald, Bad Doberan, Soldin, Swinemünde, Stettin et Kolberg, etc) se réunissent pour fonder l'association des éleveurs du haut-volant de Stralsund (Sonderverein der Züchter des Stralsunder Hochfliegers). Après la partition de l'Allemagne dans l'après-guerre, l'association s'installe en Allemagne de l'Ouest en 1948. Une autre association est fondée à son tour en Allemagne de l'Est.
Elles sont réunies en 1990, toutefois les éleveurs de l'ancienne association occidentale privilégient un oiseau plus grand.

## Description
Le haut-volant de Stralsund est un pigeon d'un blanc pur, à l'iris gris perle, dont l'œil est cerné de rouge. Il doit le plus ressembler à une mouette, avec sa morphologie effilée ; son cou est long et mince, son bec long et légèrement busqué.